# ویکتوریانو سارمینتوس
ویکتوریانو سارمینتوس (اسپانیایی: Victoriano Sarmientos‎؛ زادهٔ ۱۸ دسامبر ۱۹۵۶) بازیکن والیبال اهل کوبا بود.